# 寶勒巷

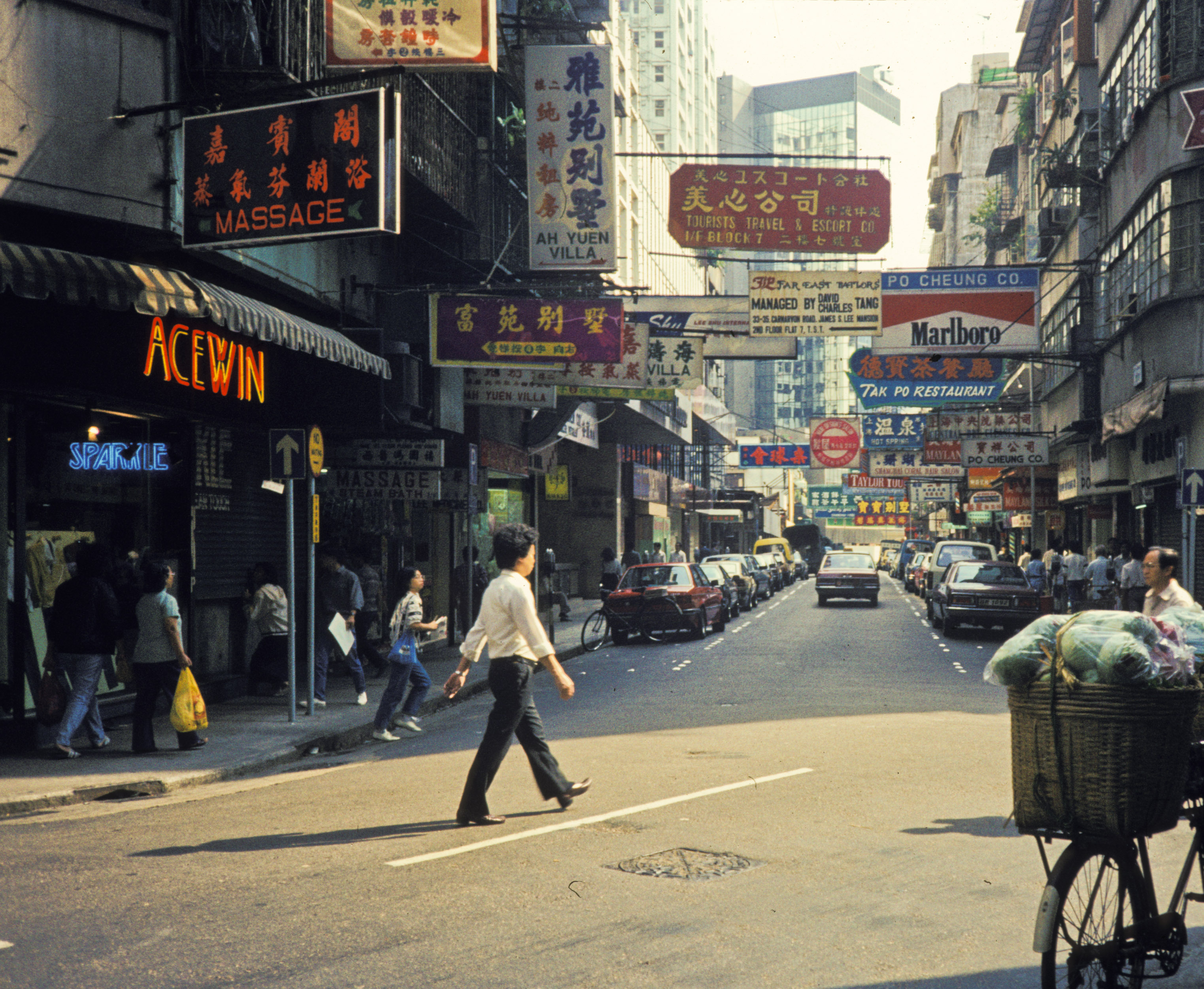
1982年的寶勒巷

寶勒巷（英語：Prat Avenue）是香港九龍尖沙咀的一條自西至東單向行車馬路，由赫德道開始東行，至漆咸道南其士大廈與鐵路大廈之間為止，道路全長約180米。1950年代前，寶勒巷是一條掘頭路，只到達寶勒巷7號。
寶勒巷兩旁都是樓齡約30年以上的商業大廈，商戶多數是經營娛樂場所（如桑拿）及食肆等，以夜生活著名。當地的商店名字，在廿年前，常出現於商業電台的晚間分類廣告時段，與山林道分類小廣告同類。其中包括卡拉OK、各式餐廳、港式芬蘭浴，廣告並註明顧客光顧可以休息到凌晨4時。

## 事件
- 尖沙咀卡拉OK縱火案

## 鄰近
- 粵海酒店
- 國際商業信貸銀行大廈
- K11
- 市政局百週年紀念花園

22°17′55″N 114°10′29″E / 22.298619°N 114.174752°E